# Tateomys rhinogradoides
Tateomys rhinogradoides és una espècie de mamífer rosegador de la família dels múrids. És endèmica de Sulawesi (Indonèsia), on viu a altituds d'entre 2.200 i 2.600 msnm. Es tracta d'un animal vermívor. El seu hàbitat natural són els boscos montans. És una espècie en risc mínim, és a dir, no sembla que hi hagi cap amenaça significativa per a la seva supervivència. El seu nom específic, rhinogradoides, significa ‘rinogradoide’ en llatí.